# Fadel Antar
Fadel Antar (Tiro, 13 de noviembre de 1995) es un futbolista libanés que juega en la demarcación de delantero para el Nejmeh SC de la Primera División del Líbano.

## Selección nacional
Tras jugar en las categorías inferiores de la selección, finalmente hizo su debut con la selección de fútbol de Líbano el 1 de diciembre de 2021 en un encuentro de la Copa Árabe de la FIFA 2021 contra Egipto que finalizó con un resultado de 1-0 a favor del combinado egipcio tras el gol de Mohamed Magdy.

## Clubes
| Club                 | País    | Año       | Partidos | Goles |
| -------------------- | ------- | --------- | -------- | ----- |
| Safa SC              | Líbano  | 2017-2018 | 2        | 0     |
| Tadamon Sour SC      | Líbano  | 2018-2020 | 15       | 1     |
| Bourj FC             | Líbano  | 2020-2021 | 15       | 5     |
| Shabab Al Sahel FC   | Líbano  | 2021-2022 | 11       | 10    |
| Kelantan FC (cedido) | Malasia | 2022      | 2        | 0     |
| Shabab Al Sahel FC   | Líbano  | 2022-2024 | 29       | 7     |
| Nejmeh SC            | Líbano  | 2024-     |          |       |